# Georg Johann Pfeffer
Georg Johann Pfeffer (7 marzo 1854 – 4 dicembre 1931) è stato uno zoologo tedesco.
Fu principalmente un malacologo, ossia uno scienziato che studia i molluschi. 

## Biografia

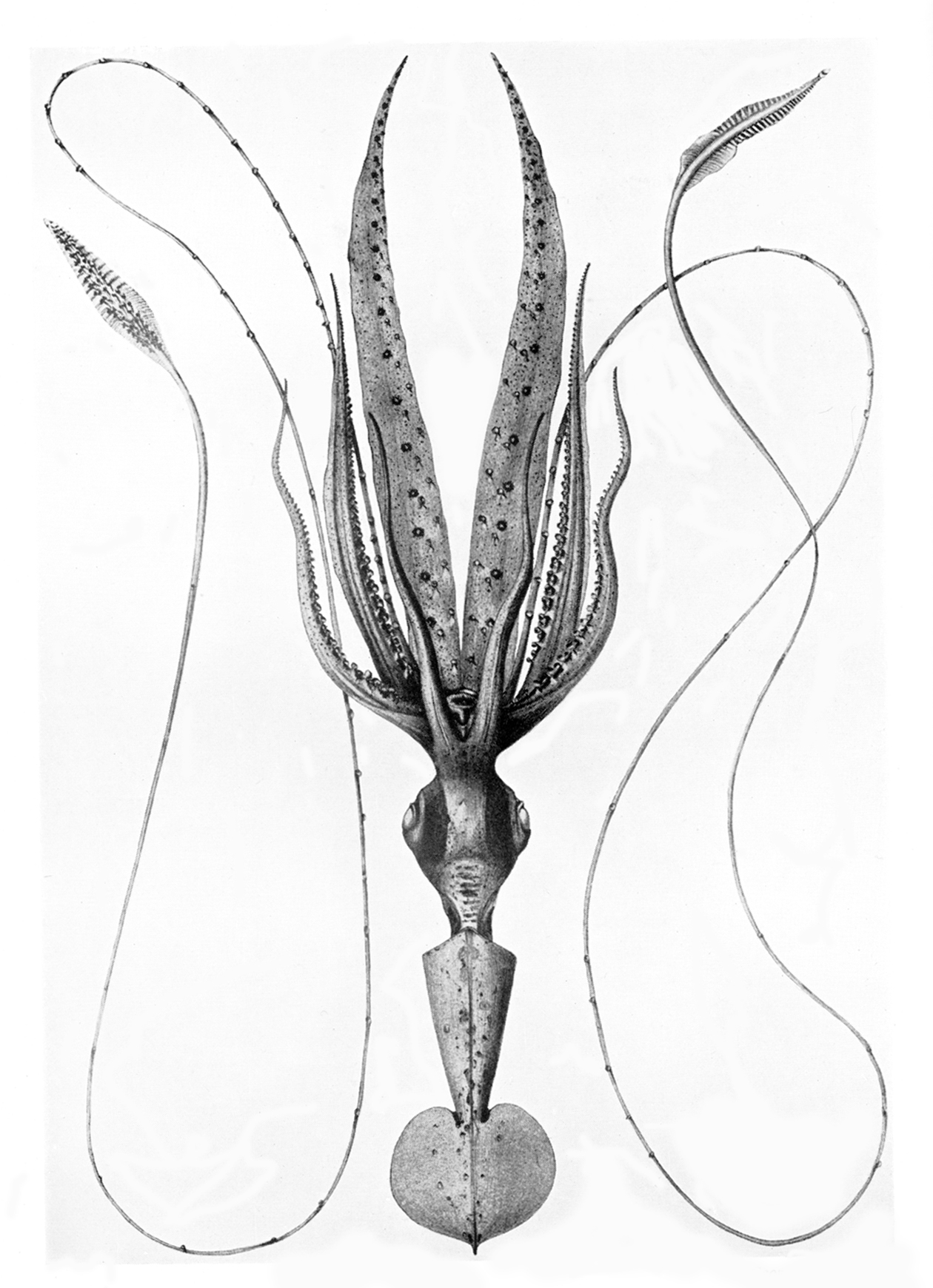
Illustrazione di una specie di calamaro, Chiroteuthis veranyi (Férussac, 1835), di G. J. Pfeffer (1912).

Pfeffer nacque a Berlino. Nel 1887 divenne curatore del Museo di Storia Naturale di Amburgo (Naturhistorisches Museum zu Hamburg), fondato nel 1843 e distrutto durante la Seconda guerra mondiale. Gli scritti pubblicati da Pfeffer riguardavano principalmente i cefalopodi.
Il database del World Register of Marine Species elenca 133 taxa di specie marine battezzate da Pfeffer.
Quando il nome di Pfeffer è elencato come autorità per un certo taxon, ad esempio il genere di chiocciola Lamellaxis (Strebel & Pfeffer, 1882), il nome non va confuso con il più comune Pfeiffer, ossia Ludwig Karl Georg Pfeiffer, vissuto 50 anni prima, dal 1805 al 1877.
Georg Johann Pfeffer studiò anche anfibi e rettili, battezzando parecchie nuove specie.
Due specie di rettili sono state battezzate in suo onore, Calamaria pfefferi e Trioceros pfefferi.
| Pfeffer è l'abbreviazione standard utilizzata per le specie animali descritte da Georg Johann Pfeffer. Categoria:Taxa classificati da Georg Johann Pfeffer |